# Coberley
Coberley est un village situé dans le Gloucestershire, en Angleterre, à 5 km au sud de Cheltenham, près de la route Cheltenham-Cirencester.
Le village s'étend le long d'une vallée étroite, il se compose de quelques fermes, d'un hameau avec une école et d'un manoir avec une église (dédiée à saint Gilles). Coberley est situé au confluent de ruisseaux qui forment la rivière Churn, un affluent de la Tamise. Dans l'époque médiévale, le village était situé plus près de la route principale, à proximité d'une source à l'est du manoir. À courte distance à l'est sont situés les villages médiévaux et modernes de Upper-Coberley. 

## Historique
La paroisse possède deux tumulus allongés (long barrows) : l'un à environ un kilomètre à l'ouest de l'église paroissiale et l'autre à environ trois kilomètres à l'ouest-nord-ouest de l'église. Un squelette a été découvert dans ce dernier avant 1779.
La vallée au nord de Coberley est le site d'une villa romaine. Elle a produit de nombreuses découvertes archéologiques, notamment des pièces de monnaie, des tuiles, des poteries et des mosaïques. Le site a été fouillé par le Time Team de Channel 4  en 2007, pour un épisode diffusé le 3 février 2008.
L'église paroissiale de l'Église d'Angleterre, Saint-Giles, avait des caractéristiques d'normande jusqu'à ce que l'architecte John Middleton la reconstruise en 1869-72. Middleton a conservé la chapelle sud en Gothique décoré, construite en 1340, dédiée à sainte-Marie. Il a également conservé l'architecture gothique perpendiculaire du clocher.
La ferme Dowmans a été construite au XVIIe siècle. Le presbytère actuel a été conçu par Richard Pace et construit en 1826. Son prédécesseur a hébergé le futur Charles II d'Angleterre pour la nuit du 10 septembre 1651, alors qu'il fuyait la défaite de la bataille de Worcester, déguisé en palefrenier.
L'école du village a été conçue par David Brandon et construite en 1857. C'est maintenant l'école primaire de Coberley, école gérée par des volontaires de l'Église d'Angleterre.